# Albert Grandier
 (mai 2025).
Pour les articles homonymes, voir Grandier.
Albert Grandier, né le 8 mai 1840 à Carcassonne (Aude) et mort le 24 octobre 1873 à l'Île des Pins (Nouvelle Calédonie), est un journaliste français, membre de la Commune de Paris et déporté de Nouméa (Nouvelle-Calédonie).

## Biographie
Né en 1840, Albert Grandier est élevé, avec sa sœur, par son père Léo Grandier et sa mère Aricie Bouley, puis exerce la profession de journaliste. En 1869, il devient un collaborateur régulier du journal Le Rappel de Henri Rochefort et Victor Hugo. Le 8 février 1870, il est arrêté avec Raoul Rigault et Emile Giffault rue Aboukir (Paris) dans un groupe de 17 personnes munis de revolvers. À partir de mars, il devient collaborateur du journal La Nouvelle République fondé par Paschal Grousset et y écrit des articles patriotiques appelants à continuer la guerre contre la Prusse. Après le soulèvement du 18 mars et l'instauration du gouvernement insurrectionnel de la Commune de Paris, le journal qui ne pu se maintenir que du 19 mars au 1er avril est aussitôt remplacé par L'Affranchi dans lequel Grandier écrit régulièrement et notamment un violent article contre les étrangers Polonais résidants en France:
"Certains Polonais, résidant depuis longtemps à Paris, et jouissant des bienfaits de l'hospitalité française, ont eu l'impudeur d'adresser à l'Assemblée nationale une protestation contre leurs compatriotes qui, n'écoutant que leurs convictions républicaines, se sont rangés du côté de la Commune. Nous sommes heureux de l'occasion qu'ils nous fournissent, et nous venons demander à la Commune de prendre des mesures très énergiques contre les étrangers qui méconnaissent à ce point leurs devoirs de reconnaissance pour la généreuse hospitalité que la France leur accorde. Nous sommes depuis trop longtemps envahis par une nuée de parasites de tout les pays qui profitent de tous les droits, de tous les avantages de Français eux-mêmes et qui ne sont liés par aucun de leur devoir. (...) Il est temps d'en finir avec cette générosité ridicule qu'on ne retrouve chez aucune nation de l'Europe. Et nous espérons que la Commune s'empressera de prendre telles dispositions qu'elle jugera nécessaires pour faire cesser ces abus."
Durant le reste de l'insurrection, avec Jules-Paul Johannard, il est aide de camp du général Napoléon La Cécilia. 
Après la Semaine sanglante, il est déporté au Bagne de Nouméa (Nouvelle-Calédonie) avec François Jourde et Paschal Grousset. Une fois arrivé sur sur l'Île des Pins, Grandier qui avait été estropié durant les combats à Paris ne réussit pas à endurer les privations. Pendant de longs mois, il habite dans une habitation faite à la hâte et s'essaie au jardinage, activité qui ne lui réussit que très peu en raison de sa santé très fragile. Il perd peu à peu la raison, quittant sa maison et allant vivre seul dans les bois. Son ami Eugène Mourot essaie de le raisonner à de multiples reprises et cherche à le faire interner en asile pour qu'il recouvre sa santé. Le 24 octobre 1873, on le retrouve mort dans la brousse.